# Barbastro
Barbastro (łac. Barbastrum, Civitas Barbastrensis, Borgidum; arag. Balbastro) — miasto w Hiszpanii, stolica regionu Somontano de Barbastro w aragońskiej prowincji Huesca, w 2016 roku liczyło 16 967 mieszkańców. Położone u zbiegu rzek Cinca i Vero.
Jest centrum znanego obszaru uprawy winorośli i 
bazą wypadową łańcucha górskiego Sierra de Guara.

## Historia
W VIII w. miasto zostało zajęte przez Maurów. Podczas rekonkwisty zdobyte podczas pierwszej krucjaty w 1064, jednak ostatecznie został przyłączone do Królestwa Aragonii dopiero w 1100 r. Od tego czasu jest siedzibą diecezji i szeregu klasztorów.
Podczas wojny karlistowskiej w 1837 r. pod Barbastro walczył po stronie rządowej polski pułk ułanów, wchodzący w skład Legii Cudzoziemskiej.
W okresie 1936/1937 republikanie zamordowali kilkaset osób związanych z kościołem katolickim.

## Zabytki
- Katedra z XVI w.

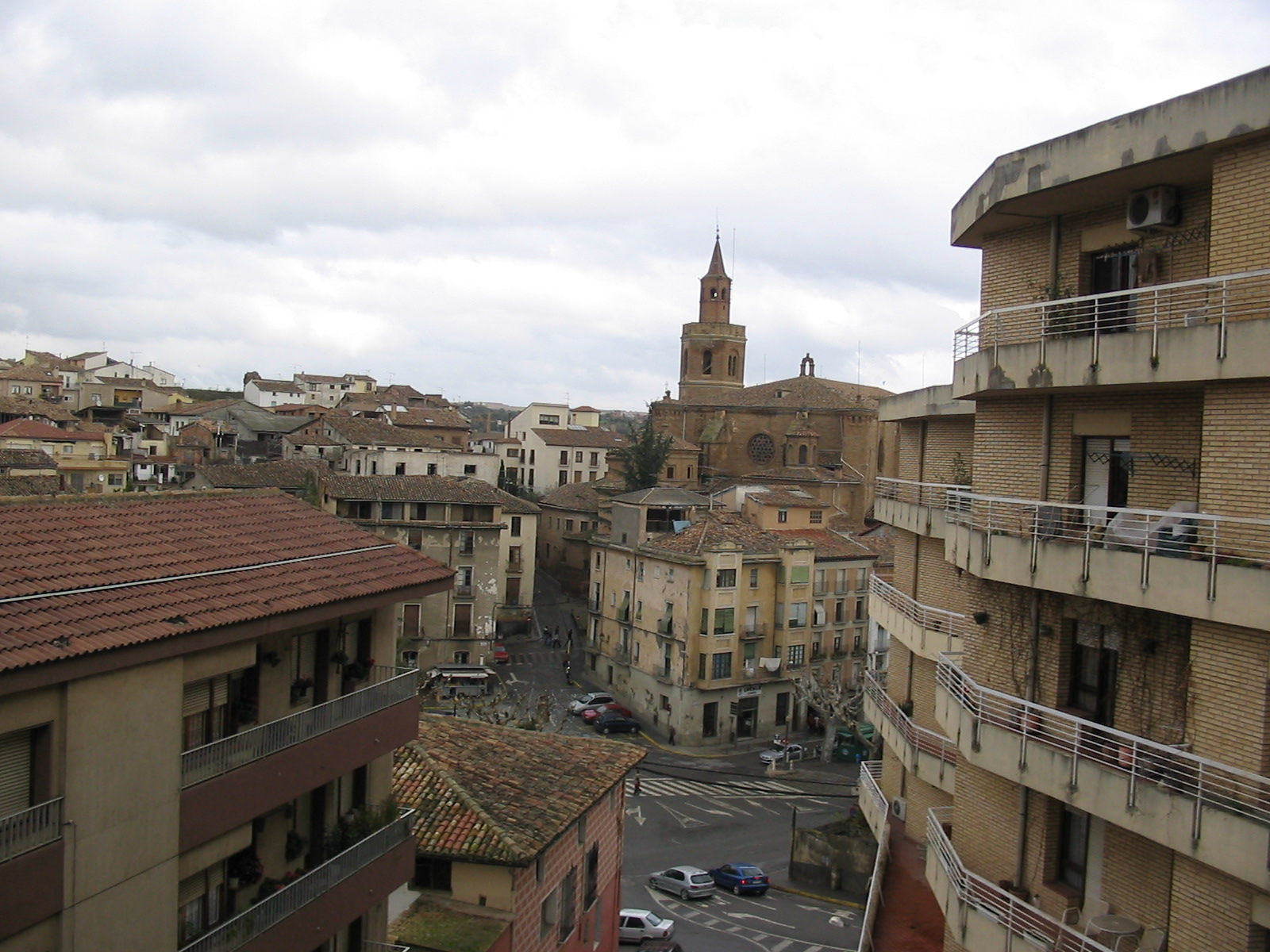
Katedra w Barbastro

- Rezerwat archeologiczny z zabytkami z XII-XVIII w.
- Muzeum Diecezjalne i pałac biskupi z XVI-XVII w.
- Kościół św. Franciszka, XVI w.
- Sanktuarium Nostra Señora del Pueyo, XIII w.
- Pałac Argensola, XVI-XVII w.
- Muzeum Męczenników Klaretyńskich
- Muzeum Wina

Niedaleko znajdują się sanktuarium maryjne Torreciudad oraz miejscowość Alquézar z interesującym zamkiem i kolegiatą.

## Święci i błogosławieni
- św. Rajmund z Barbastro, biskup z XII w., patron miasta
- Błogosławiony brat Luis Cancer, misjonarz dominikański, zabity przez Indian 1549 w Zatoce Tampa (Floryda)
- Teresa von Jesus Jornet y Ibars (1843-1897), zakonnica, kanonizowana 1974
- Męczennicy z Barbastro - 51 błogosławionych klaretynów zamordowanych podczas wojny domowej 1936
- Zefiryn Giménez Malla (1861-1936) - tercjarz franciszkański, zwany El Pelé, beatyfikowany 1997, ofiara wojny domowej, pierwszy błogosławiony narodowości romskiej
- św. Josemaría Escrivá de Balaguer (1902-1975) – założyciel Opus Dei

## Inni wybitni ludzie związani z Barbastro
- Bartolomé i Lupercio Argensola, historycy i poeci z XVI w.
- George Orwell krótko przebywał w szpitalu w Barbastro po zranieniu podczas wojny domowej.
- Francisco Zueras Torrens (1918-1986), malarz i karykaturzysta.

## Współpraca
- Saint-Gaudens, Francja